# 愛別駅
愛別駅（あいべつえき）は、北海道上川郡愛別町字東町にある北海道旅客鉄道（JR北海道）石北本線の駅である。電報略号はイヘ。事務管理コードは▲122505。駅番号はA38。普通列車のみの停車駅である。

## 歴史

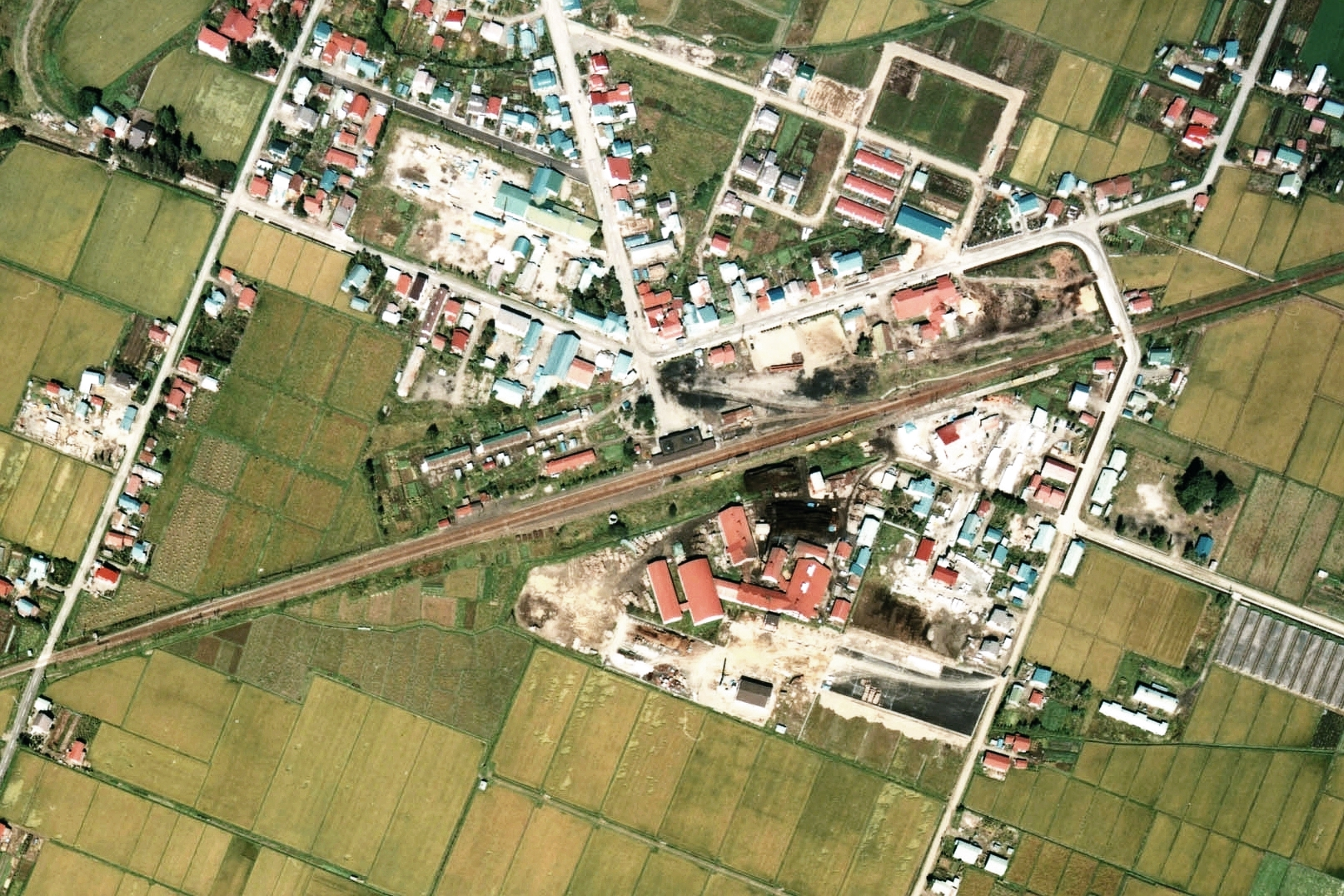
1977年の愛別駅と周囲約500m×750m範囲。右が上川方面。

- 1922年（大正11年）11月4日：鉄道省石北線新旭川駅 - 当駅間開業に伴い開業（一般駅）[3]。
- 1923年（大正12年）11月15日：当駅 - 上川駅間延伸開業[4]。
- 1927年（昭和2年）10月10日：所属路線名が石北西線に改称[4]。
- 1932年（昭和7年）10月1日：新旭川駅 - 野付牛駅（現：北見駅）間を石北線と線名改称[4]。
- 1949年（昭和24年）6月1日：公共企業体である日本国有鉄道に移管。
- 1952年（昭和27年）9月1日：同日のダイヤ改正に伴い、夜行準急列車（函館 - 網走間）が停車開始[5][6]。
- 1955年（昭和30年）6月1日：同日のダイヤ改正に伴い、夜行準急列車は通過となる。以降、優等列車の停車は無くなる[5][6]。
- 1961年（昭和36年）4月1日：所属路線名が石北本線に改称[4]。
- 1976年（昭和51年）12月6日：現駅舎での営業を開始[5][7]。12月15日に落成式[5]。
- 1982年（昭和57年）11月15日：貨物取り扱い廃止[1][5][6]。
- 1983年（昭和58年）3月31日：跨線橋完成[5][6]。
- 1984年（昭和59年）
  - 2月1日：荷物取り扱い廃止[1][5][6]。
  - 11月10日：CTC化後第2次合理化の際、駅員無配置駅となる[8][6]。簡易委託化[6]。
- 1987年（昭和62年）4月1日：国鉄分割民営化によりJR北海道に継承[4]。
- 2003年（平成15年）4月1日：簡易委託廃止。

### 駅名の由来
アイヌ語のハイペッ（hay pet いら草の川）が転訛したものであるという説がある。他にアイペッ（ay pet 矢の川）とし、矢のように流れが速い川とする説もある。

## 駅構造
相対式2面2線のホームを持つ地上駅。跨線橋を有する。
旭川駅管理の無人駅。駅舎内に男女別の水洗式便所がある。自動券売機は設置されていない。

### のりば
| 番線 | 路線      | 方向 | 行先     |
| ---- | --------- | ---- | -------- |
| 1    | ■石北本線 | 下り | 上川方面 |
| 2    | ■石北本線 | 上り | 旭川方面 |

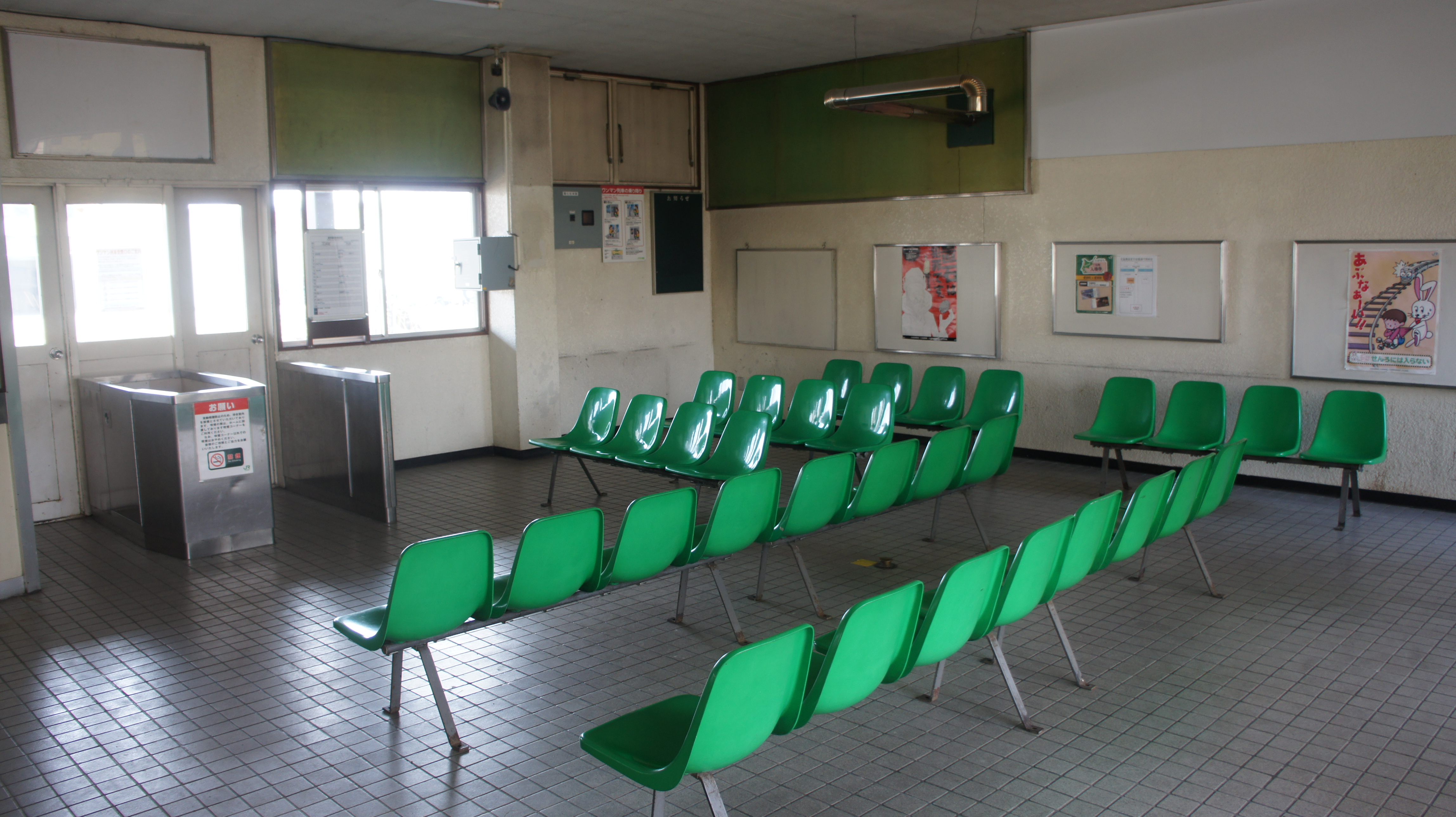
待合室（2018年4月）
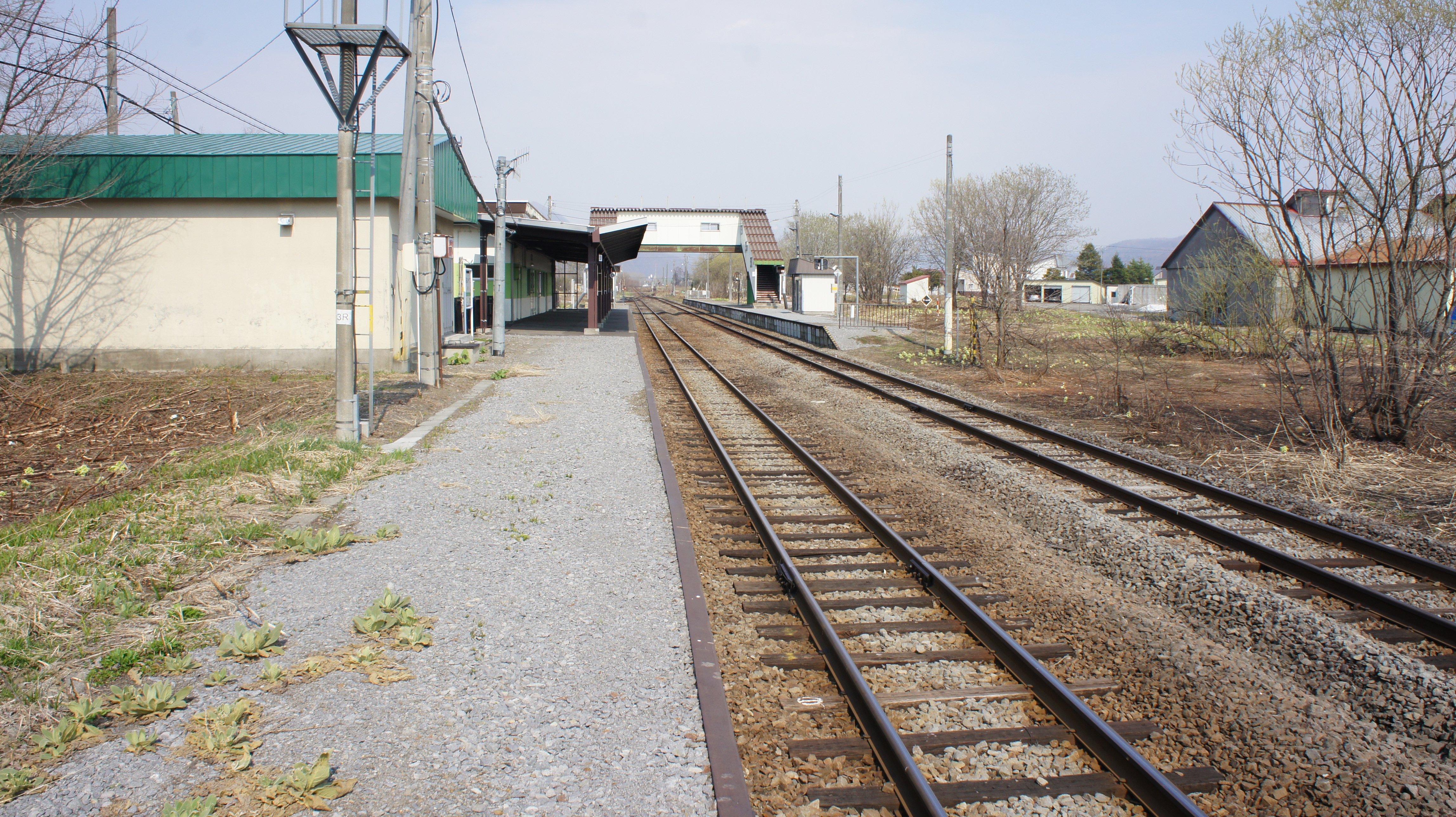
ホーム（2018年4月）
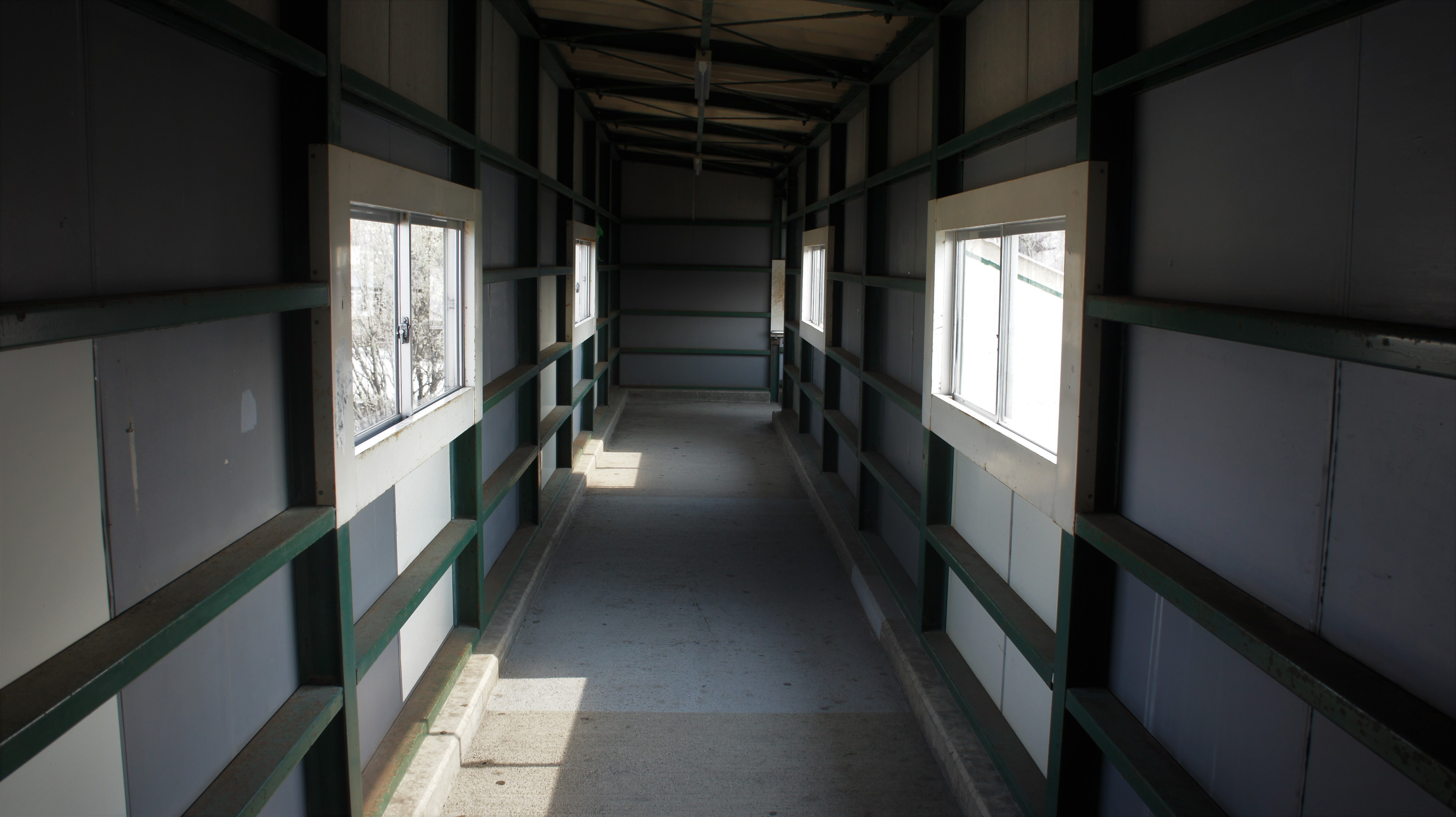
跨線橋（2018年4月）
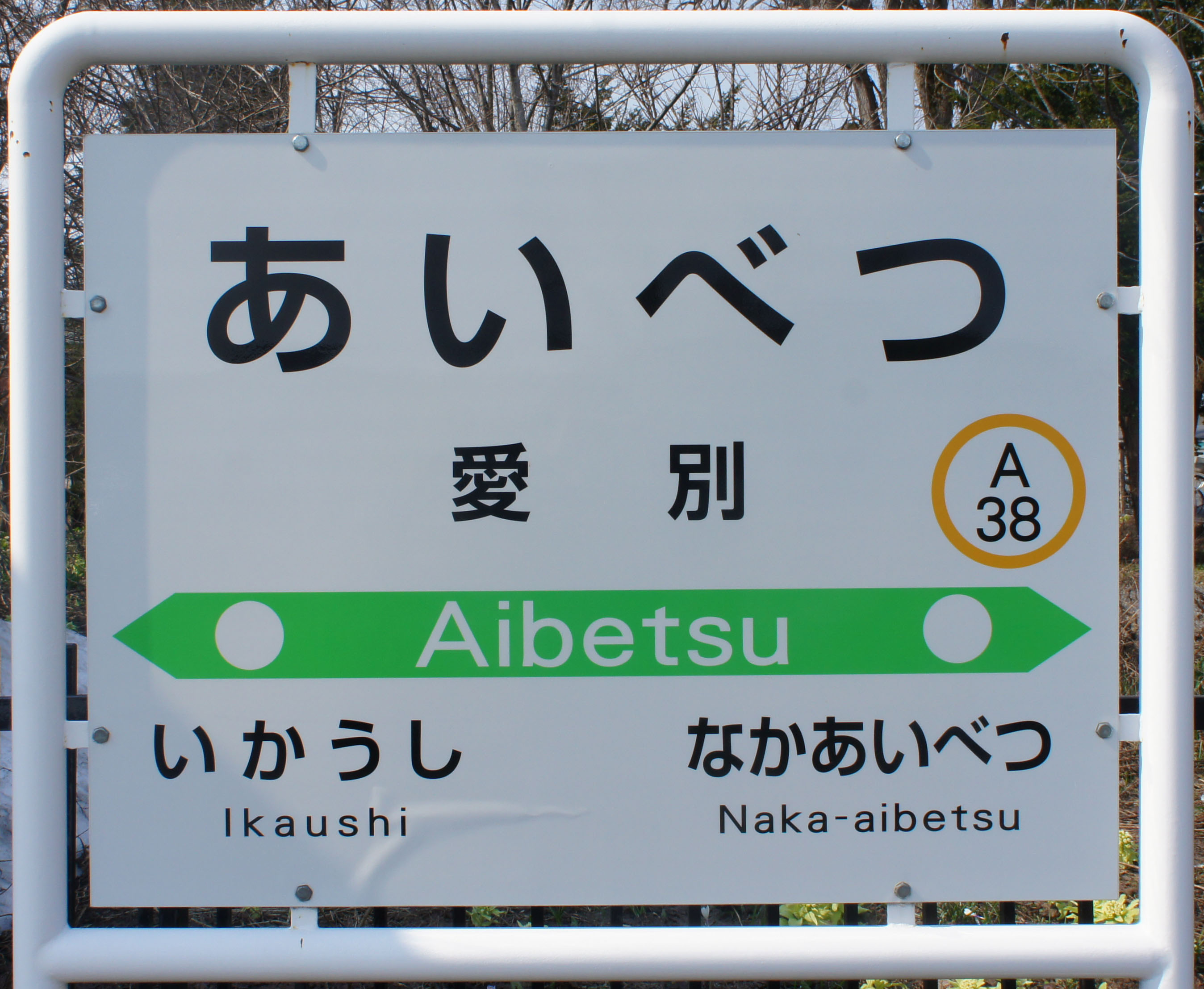
駅名標（2018年4月）

## 利用状況
乗車人員の推移は以下のとおり。年間の値のみ判明している年については、当該年度の日数で除した値を括弧書きで1日平均欄に示す。乗降人員のみが判明している場合は、1/2した値を括弧書きで記した。
また、「JR調査」については、当該の年度を最終年とする過去5年間の各調査日における平均である。
| 年度               | 乗車人員 | 乗車人員 | 乗車人員 | 出典       | 備考 |
| 年度               | 年間     | 1日平均  | JR調査   | 出典       | 備考 |
| ------------------ | -------- | -------- | -------- | ---------- | ---- |
| 1978年（昭和53年） |          | 399      |          | [ 7 ]      |      |
| 2016年（平成28年） |          |          | 53.0     | [ JR北 1 ] |      |
| 2017年（平成29年） |          |          | 49.4     | [ JR北 2 ] |      |
| 2018年（平成30年） |          |          | 46.4     | [ JR北 3 ] |      |
| 2019年（令和元年） |          |          | 45.8     | [ JR北 4 ] |      |
| 2020年（令和02年） |          |          | 42.0     | [ JR北 5 ] |      |
| 2021年（令和03年） |          |          | 39.8     | [ JR北 6 ] |      |
| 2022年（令和04年） |          |          | 36.8     | [ JR北 7 ] |      |
| 2023年（令和05年） |          |          | 33.6     | [ JR北 8 ] |      |

## 駅周辺
愛別町の中心駅。国道に出るためには石狩川を渡らなければならない。
- 国道39号〜国道を抜けると中心街
  - 愛別町役場
  - 旭川東警察署愛別駐在所
  - 愛別郵便局
  - 旭川信用金庫愛別支店
  - 上川中央農業協同組合（JA上川中央）本所
  - 道北バス「愛別橋」停留所
- 旭川紋別自動車道愛別インターチェンジ
- 愛別駅前簡易郵便局
- 道北バス・愛別町営バス「愛別駅前」停留所
- 愛別町立愛別中学校

## 隣の駅
北海道旅客鉄道（JR北海道）
■石北本線
伊香牛駅 (A37) - 愛別駅 (A38) - 中愛別駅 (A39)

### JR北海道
1. ↑  「石北線（新旭川・網走間）」（PDF）『線区データ（当社単独では維持することが困難な線区）』、北海道旅客鉄道、2017年12月8日。オリジナルの2017年12月9日時点におけるアーカイブ。2017年12月10日閲覧。
2. ↑  「石北線（新旭川・網走間）」（PDF）『線区データ（当社単独では維持することが困難な線区）(地域交通を持続的に維持するために)』、北海道旅客鉄道株式会社、3頁、2018年7月2日。オリジナルの2018年8月19日時点におけるアーカイブ。2018年8月19日閲覧。
3. ↑  “石北線（新旭川・網走間）” (PDF). 線区データ（当社単独では維持することが困難な線区）(地域交通を持続的に維持するために).   北海道旅客鉄道. p. 3 (2019年10月18日). 2019年10月18日時点のオリジナルよりアーカイブ。2019年10月18日閲覧。
4. ↑  “石北線（新旭川・網走間）” (PDF). 地域交通を持続的に維持するために > 輸送密度200人以上2,000人未満の線区（「黄色」8線区）.   北海道旅客鉄道. p. 3・4 (2020年10月30日). 2020年11月2日時点のオリジナルよりアーカイブ。2020年11月2日閲覧。
5. ↑  “駅別乗車人員  特定日調査（平日）に基づく”.   北海道旅客鉄道. 2022年8月3日時点のオリジナルよりアーカイブ。2022年8月14日閲覧。
6. ↑  “駅別乗車人員  特定日調査（平日）に基づく”.   北海道旅客鉄道. 2022年9月3日時点のオリジナルよりアーカイブ。2022年9月3日閲覧。
7. ↑  “駅別乗車人員  特定日調査（平日）に基づく”.   北海道旅客鉄道. 2023年11月10日時点のオリジナルよりアーカイブ。2023年11月10日閲覧。
8. ↑  “駅別乗車人員  特定日調査（平日）に基づく”.   北海道旅客鉄道 (2024年). 2024年9月9日時点のオリジナルよりアーカイブ。2024年9月9日閲覧。